# Бені (департамент)
Бе́ні (ісп. Beni), Віні  (айм. Wini)— департамент на півночі Болівії.
Площа — 213 564 км². Населення 430 049 жителів (2008).
Адміністративний центр — місто Тринідад.

## Історія
У давнину (XL — XIII століття до н. е.) на території департаменту існувала крупна Гідравлічна культура насипів, яка залишила по собі багато тисяч штучних курганів, на яких жителі цієї культури перечікували повені.